# Synurella johanseni
Synurella johanseni är en kräftdjursart som beskrevs av Robert Alan Shoemaker 1920. Synurella johanseni ingår i släktet Synurella och familjen Crangonyctidae. Inga underarter finns listade i Catalogue of Life.